# ゴドフレド・P・ラモス空港
ゴドフレド・P・ラモス空港（ゴドフレド・P・ラモスくうこう、フィリピン語：Paliparang Godofredo P. Ramos、IATA：MPH、ICAO：RPVE）はフィリピンアクラン州マライにある空港である。フィリピンの最も有名な観光地の一つであるボラカイ島への玄関口であり、かつてはカティクラン空港と呼ばれていたが、アクラン州の父と称されるゴドフレド・P・ラモス元州知事の功績を称えるため2002年11月8日から現在の名称となった。

## 拡張計画
政府はカティクラン国際空港開発という民間企業による拡張計画を承認した。25億ペソの拡張計画には、国際線が就航できるターミナルの建設（21億ペソ）と滑走路の950mから2100mへの延伸（3.6億ペソ）が含まれ、BOT方式で資金調達される。当初は2011年中の完成を目指していたが、工事が遅延している。
2011年7月25日に、現行のターミナルの改装が完了した。
2014年1月1日、空港管理会社の親会社であるサンミゲルは2014年中の滑走路延伸の完成、後半に国際線ターミナルの着工をする見通しを発表した。

## 就航路線
| 航空会社               | 就航地                 |
| ---------------------- | ---------------------- |
| セブパシフィック       | セブ、マニラ           |
| セブゴー               | マニラ、クラーク       |
| フィリピン航空         | マニラ、セブ、クラーク |
| エアアジア・フィリピン | マニラ、セブ、クラーク |